# Chrudim II

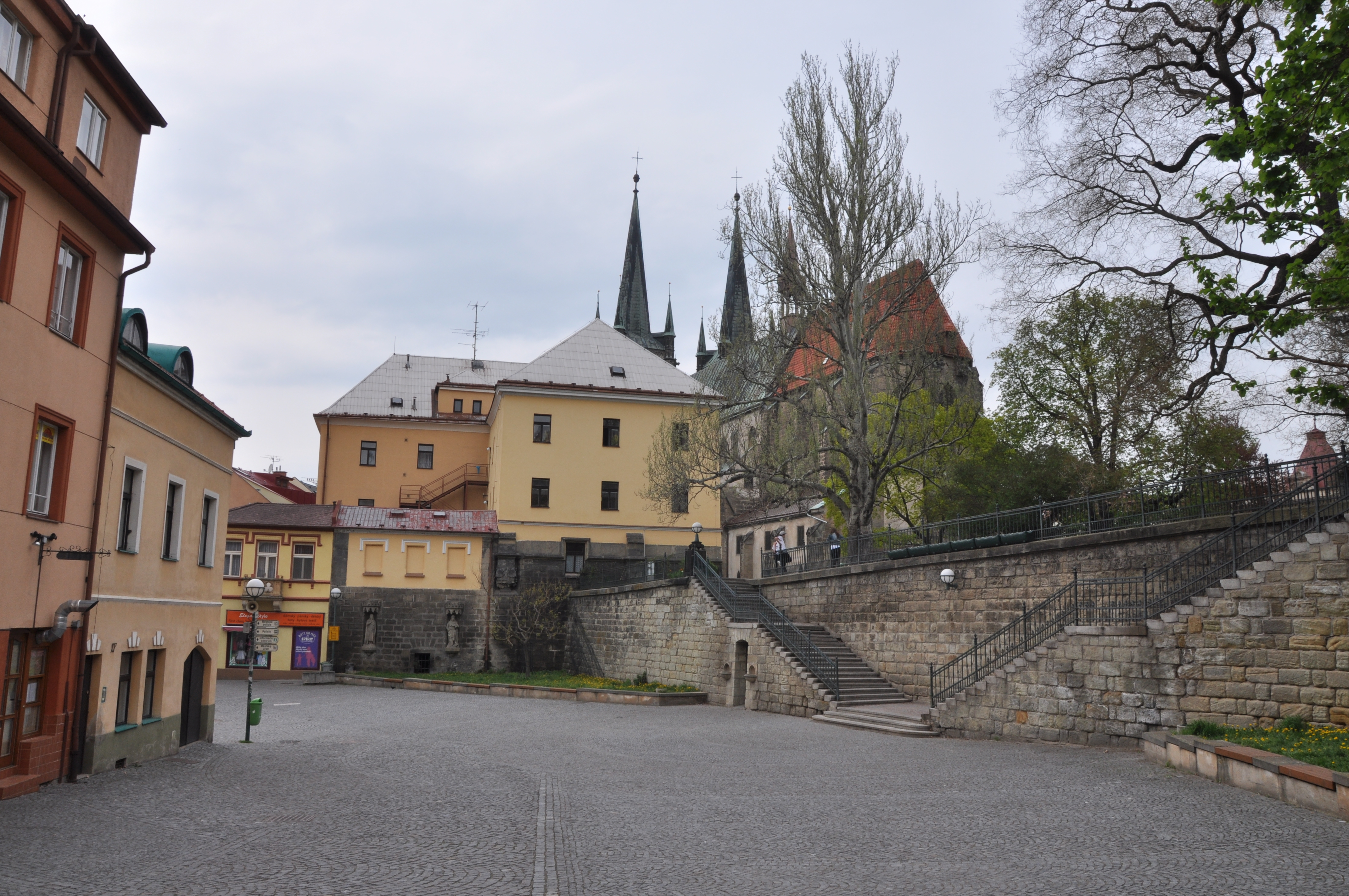
Žižkovo náměstí

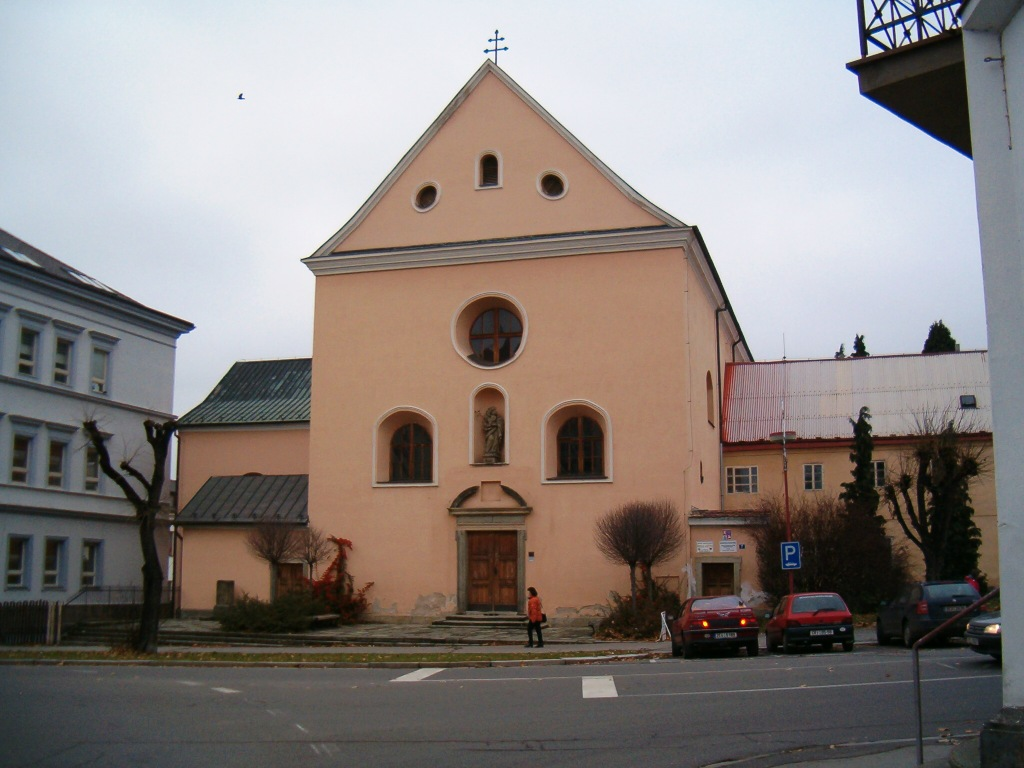
Kirche St. Josef

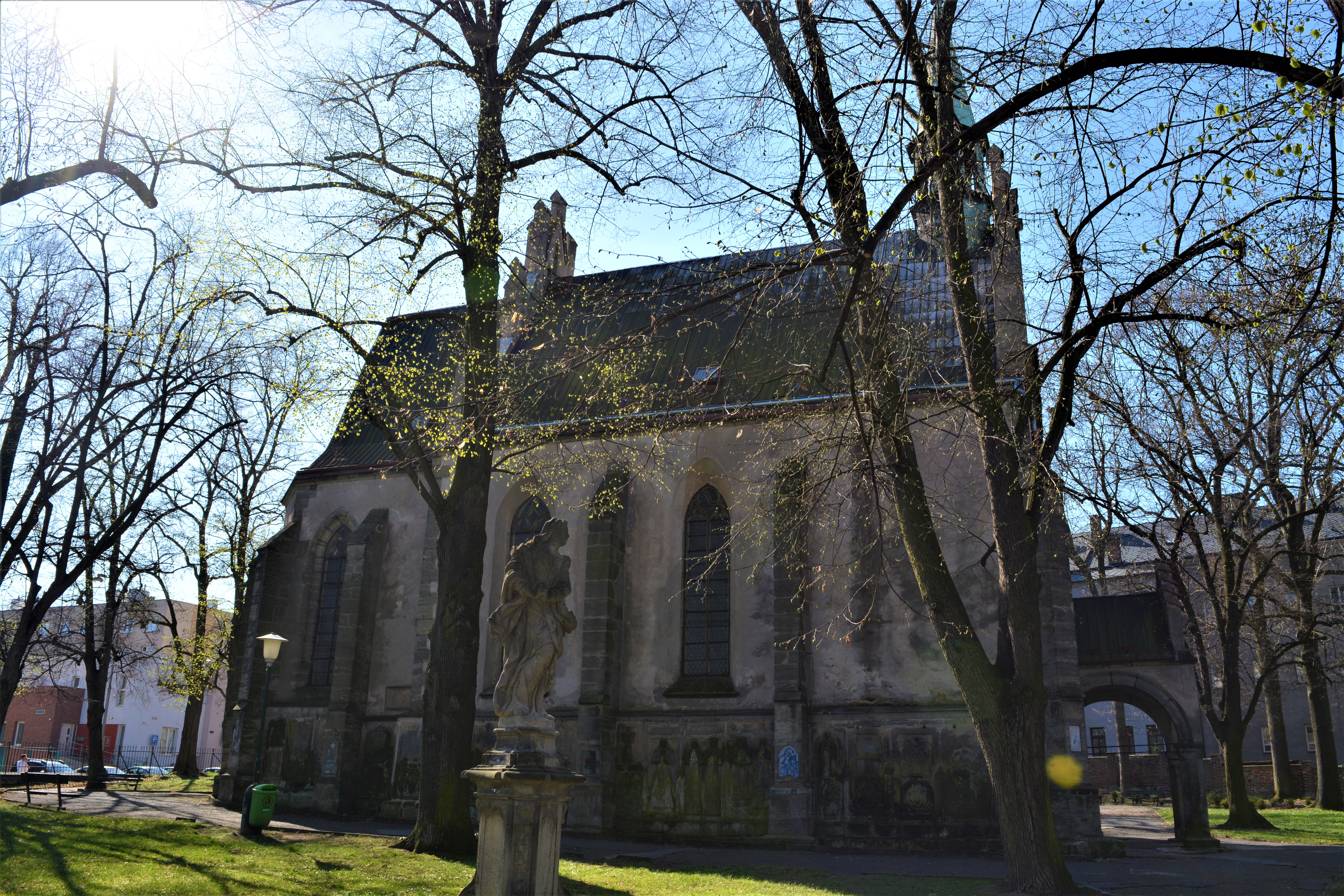
Kirche St. Michael

Chrudim II, früher Nové Město (deutsch Neustadt) ist ein Ortsteil der Stadt Chrudim in Tschechien. Er liegt südöstlich des Stadtzentrums von Chrudim und gehört zum Okres Chrudim.

## Geographie
Chrudim II erstreckt sich rechtsseitig über dem Tal der Chrudimka auf der Hrochotýnecká tabule (Hrochow-Teinitzer Tafel). Durch Chrudim II führt die Staatsstraße I/17 zwischen Heřmanův Městec und Hrochův Týnec, die sich östlich des Ortsteils mit der Staatsstraße I/37 zwischen Pardubice und Slatiňany kreuzt.
Nachbarorte sind Chrudim IV und Májov im Norden, Na Pumberkách und Topol im Nordosten, Kočí im Osten, Tři Bubny  und Vlčnov im Südosten, Píšťovy, Slatiňany und Říště im Süden, Chrudim III im Südwesten, Kateřinské předměstí im Westen sowie Chrudim I im Nordwesten.

## Geschichte
Die Chrudimer Michaels-Vorstadt entstand im Zuge der Erweiterung der königlichen Kreis- und Leibgedingestadt Chrudim auf der Hochfläche südöstlich der Altstadt. Zwischen 1518 und 1521 wurde auf dem Chrudimer Friedhof die Kirche des Erzengels Michael als städtische Begräbniskirche erbaut. Das Kapuzinerkloster mit der St.-Josef-Kirche wurde 1656 vom Kuttenberger Primator Georg Wykročil von Bilenberg gestiftet und erbaut.
Im Jahre 1835 bestand die Neustadt bzw. Michaels-Vorstadt aus 217 Häusern mit 588 Einwohnern. Zur Neustadt konskribiert war die Einschicht Presse. In der Neustadt lagen die Kirche St. Michael mit dem Gottesacker, das Kapuzinerkloster mit der St.-Josephs-Kirche sowie die Wasserleitung. Gepfarrt war die Vorstadt zur Dekanalkirche.
Nach der Aufhebung der Patrimonialherrschaften bildete Nové Město / Neustadt einen Stadtteil der Kreisstadt Chrudim. Ab 1868 gehörte der Stadtteil zum neuen Bezirk Chrudim. 1869 hatte Nové Město 2505 Einwohner. Im Jahre 1900 lebten in der Vorstadt 3362 Personen, zehn Jahre später waren es 3720. 1930 hatte Nové Město 3213 Einwohner. Am 6. Juli 1949 wurde das Kapuzinerkloster aufgehoben. Im Zuge der Neustrukturierung der Stadt Chrudim wurde im März 1980 der Ortsteil Chrudim II geschaffen. Im Jahre 2001 lebten in den 917 Häusern von Chrudim II 5541 Personen.

## Ortsgliederung
Der Ortsteil Chrudim II besteht aus den Grundsiedlungseinheiten Družstevní, Chrudim-střed, Kateřinské Předměstí, Nad Vlčí Horou, Nové Město, Obchodní zóna, Stromovka, Topolská und Vlčí Hora. Zu Chrudim II gehören zudem die Wohnplätze Na Špici, Presy und V Lindách. 
Chrudim II ist Teil des Katastralbezirkes Chrudim.

## Sehenswürdigkeiten
- Ehemalige Kapuzinerkirche St. Josef, sie dient seit 2011 als Museum barocker Statuen (Muzeum barokních soch). Unter der Kirche befindet sich ein Heiliges Grab mit lebensgroßen Figuren der Leidensgeschichte Christi.
- Klostergärten (Klášterní zahrady)
- Kirche St. Michael, errichtet 1518–21 als Begräbniskirche. Das Hochaltarblatt schuf Joseph Ceregetti, der es 1758 der Stadt schenkte. In der Kirche befinden sich Grabmäler des Michael Ludwig von Alvernia († 1678), Heinrich Bonaventura von Alvernia († 1686), Eustach Landek von Trauenstein († 1606) und Christoph Raupowetz von Raupow († 1596).
- Zieglergärten (Zieglerovy sady), der Park entstand anstelle des 1881 geschlossenen alten Friedhofs um die St.-Michaels-Kirche.
- Žižkovo náměstí
- Altes Wasserwerk (Stará vodárna )
- St.-Wenzels-Friedhof (Hřbitov Sv. Václava)
- Jüdischer Friedhof